# Muscari mirum
Muscari mirum är en sparrisväxtart som beskrevs av Franz Speta. Muscari mirum ingår i släktet pärlhyacinter, och familjen sparrisväxter. Inga underarter finns listade i Catalogue of Life.